# بازی‌های مدیترانه ۱۹۶۷
بازی‌های مدیترانه ۱۹۶۷ (انگلیسی: 1967 Mediterranean Games) پنجمین دوره مسابقات بازی‌های مدیترانه است که از ۸ تا ۱۷ سپتامبر ۱۹۶۷ در شهر تونس، تونس برگزار شده است. این بازی‌ها با حضور ۱٬۲۴۹ ورزشکار از ۱۲ کشور انجام شده است.

## ورزش‌ها
- دو و میدانی  (جزئیات)  (28)
- بسکتبال  (جزئیات)  (1)
- بوکس  (جزئیات)  (10)
- دوچرخه‌سواری  (جزئیات)  (3)
- شمشیربازی  (جزئیات)  (3)
- فوتبال  (جزئیات)  (1)
- ژیمناستیک  (جزئیات)  (8)
- هندبال  (جزئیات)  (1)
- شنا  (جزئیات)  (11)
- تنیس  (جزئیات)  (2)
- والیبال  (جزئیات)  (1)
- واترپلو  (جزئیات)  (1)
- وزنه‌برداری  (جزئیات)  (7)
- کشتی  (جزئیات)  (16)

## کشورهای شرکت‌کننده
- الجزایر
- اسپانیا
- فرانسه
- یونان
- ایتالیا
- لبنان
- لیبی
- مراکش
- مالت
- تونس
- ترکیه
- یوگسلاوی

## جدول مدال‌ها
*   کشور میزبان ( تونس)
| رتبه            | کشور            | طلا | نقره | برنز | مجموع |
| --------------- | --------------- | --- | ---- | ---- | ----- |
| ۱               | ایتالیا         | ۳۵  | ۲۶   | ۲۲   | ۸۳    |
| ۲               | یوگسلاوی        | ۱۵  | ۱۶   | ۵    | ۳۶    |
| ۳               | اسپانیا         | ۱۰  | ۱۴   | ۲۷   | ۵۱    |
| ۴               | ترکیه           | ۹   | ۹    | ۶    | ۲۴    |
| ۵               | فرانسه          | ۷   | ۴    | ۴    | ۱۵    |
| ۶               | تونس*           | ۵   | ۹    | ۱۱   | ۲۵    |
| ۷               | یونان           | ۵   | ۶    | ۱۲   | ۲۳    |
| ۸               | مراکش           | ۱   | ۱    | ۳    | ۵     |
| ۹               | لبنان           | ۰   | ۱    | ۲    | ۳     |
| ۱۰              | الجزایر         | ۰   | ۰    | ۳    | ۳     |
| ۱۱              | لیبی            | ۰   | ۰    | ۲    | ۲     |
| مجموع (۱۱ کشور) | مجموع (۱۱ کشور) | ۸۷  | ۸۶   | ۹۷   | ۲۷۰   |